# 로스리오스주 (칠레)

로스리오스 주의 위치

로스리오스주(스페인어: XIV Región de Los Ríos)는 칠레 중부에 위치한 주로 주도는 발디비아이며 면적은 18,429.5km2, 인구는 364,183명(2012년 기준)이다.
2007년 10월 2일에 신설되었으며 2개 현(발디비아 현, 랑코 현)을 관할한다.

주기
주 문장